# Kristina Matousch
Kristina Elisabet Matousch, född 29 juli 1974 i Kalmar, är en svensk konstnär (bild- och performance).
Kristina Matousch utbildade sig på Nordiska konstskolan i Karleby i Finland 1994–1995 och på Kungliga Konsthögskolan i Stockholm 1995–2000. Hon debuterade på Galleri Mejan 2000 tillsammans med Camilla Akraka.
Kristina Matousch fick 2009 Maria Bonnier Dahlins stipendium.

## Offentliga verk i urval
- Fult skärp runt Medborgarhuset i Stockholm, 2018
- Uranus, Karolinska Institutet- Widerströmska huset, 2013
- Tidsfördjupningar, Station Hyllie i Citytunneln i Malmö, 2010
- ZIP, Stortorget i Gävle, 2010
- Pirelli P-Zero 285/35 ZR 19 Ferrari Rosso 322, röd plåt på vägg i parkeringshuset på Helsingborgs lasarett, 2006

- Matousch är representerad vid bland annat Göteborgs konstmuseum[2].